# Eithea
Eithea, biljni rod iz porodice zvanikovki opisan 2002 godine, kao monotipičan; danas se tretira kao sinonim za Zephyranthes. U njega su bila smještene vrste E. blumenavia i E. lagopaivae otkrivbena 2017. u brazilskoj državi São Paulo.
Eithea se vodila kao dio podtribusa Hippeastrinae. Sve vrste su lukovičasti geofiti.

## Vrste
1. Eithea blumenavia (K.Koch & C.D.Bouché ex Carrière) Ravenna = Zephyranthes blumenavia.
2. Eithea lagopaivae Campos-Rocha & Dutilh = Zephyranthes lagopaivae.